# Iberia de Córdoba
El Iberia de Córdoba fue un club de fútbol mexicano que jugó en la Primera Fuerza. Se fundó en 1915 en la zona centro del estado de Veracruz. En 1918 se cambia de nombre a Club España de Veracruz y se enrola en la Primera Fuerza de la Ciudad de México, cuando recibe la invitación del Real Club España para sustituir al España "B" . El equipo desaparece en 1943 cuando se une con su gran rival Veracruz Sporting Club para fundar al Club Deportivo Veracruz.

## Historia
El Iberia era originario de la tierra del café (y le integraban jugadores de experiencia del balompié español) mientras que sus dueños, los hermanos Olivarrieta, vieron campeón a su oncena en el año de 1918, dicho por el cronista Lamont el 13 de enero de 1919.
En 1918 cambió su nombre por el de Club España de Veracruz y pronto se enrola en la Primera Fuerza de la Ciudad de México, cuando recibe la invitación del Real Club España para sustituir al España  B.
Después de una actuación decepcionante en la liga de la capital, donde sólo consiguió cinco victorias en veintiocho juegos, tuvo que regresar a jugar la Liga del Sur cuando en 1922 se toma la determinación de que sólo equipos del Distrito Federal podían disputar la liga.
Al regresar a Veracruz encontró una liga totalmente dominada por el Sporting el cual dominó durante toda la década de los años 1920s.
En 1943 se fusiona con su máximo rival los rojos del Veracruz Sporting Club, y conjuntan el Club Deportivo Veracruz

### Primera Fuerza
| Año       | Pos | JG | G  | E | P  | GF | GE | PUN |
| --------- | --- | -- | -- | - | -- | -- | -- | --- |
| 1918-19   | 7   | 12 | 3  | 1 | 8  | 9  | 17 | 7   |
| 1919-20   | 9   | 16 | 2  | 4 | 10 | 6  | 27 | 8   |
| 1946-1947 | 4   | 28 | 13 | 9 | 6  | 55 | 45 | 35  |
| 1920-1921 | ?   | ?  | ?  | ? | ?  | ?  | ?  | ?   |
| Total     | ?   | ?  | ?  | ? | ?  | ?  | ?  | ?   |

### Datos
- Se fundó en 1915
- Su uniforme era color azul
- Representaba a la clase media baja de la población
- Cambia de nombre a Club España de Veracruz en 1918 cuando se une a la Primera Fuerza.

### Palmarés
- Campeón Liga del Sur 1917-1918